# Winfried Bauernfeind

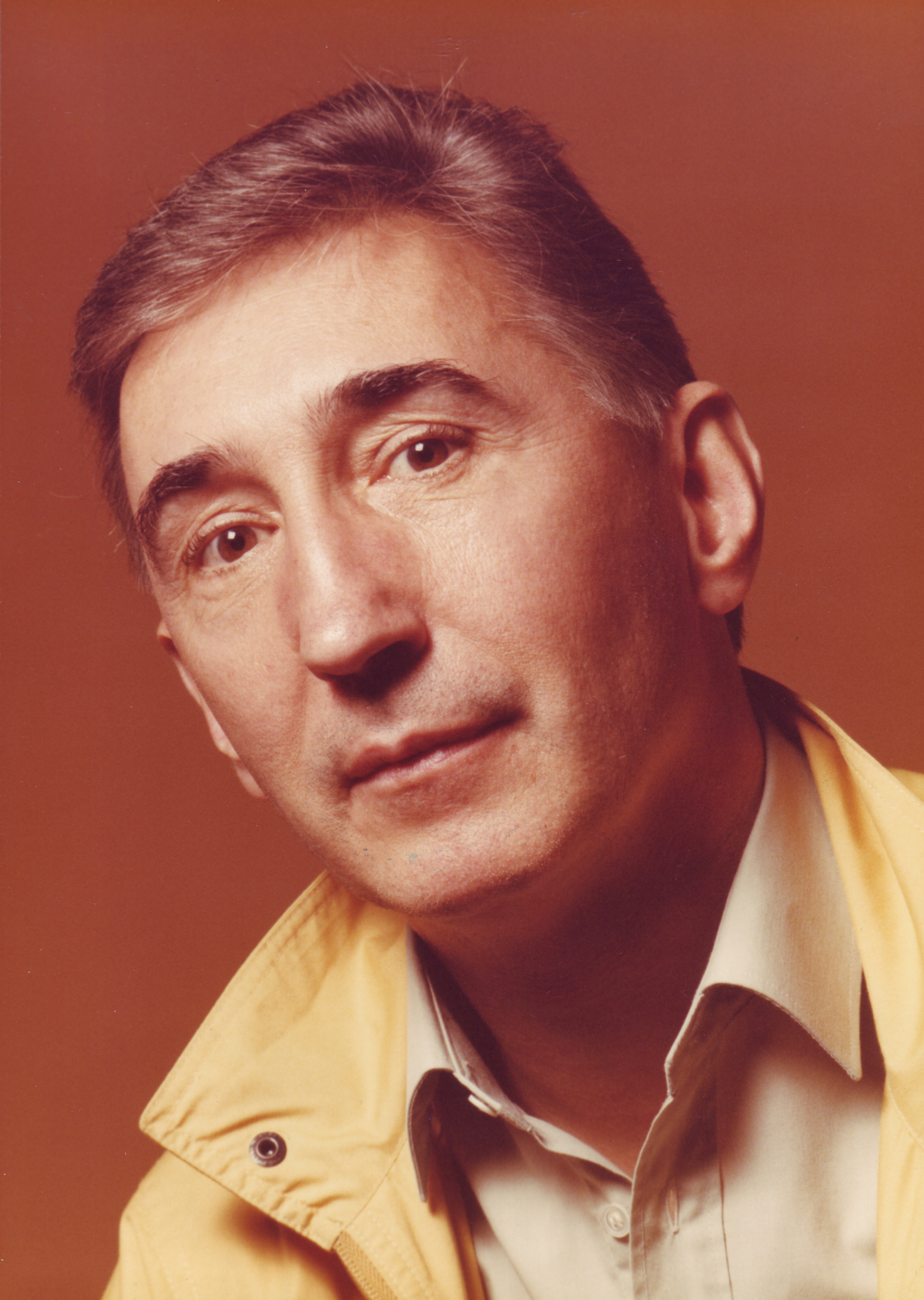
Winfried Bauernfeind vor der Premiere zur Oper Martha.

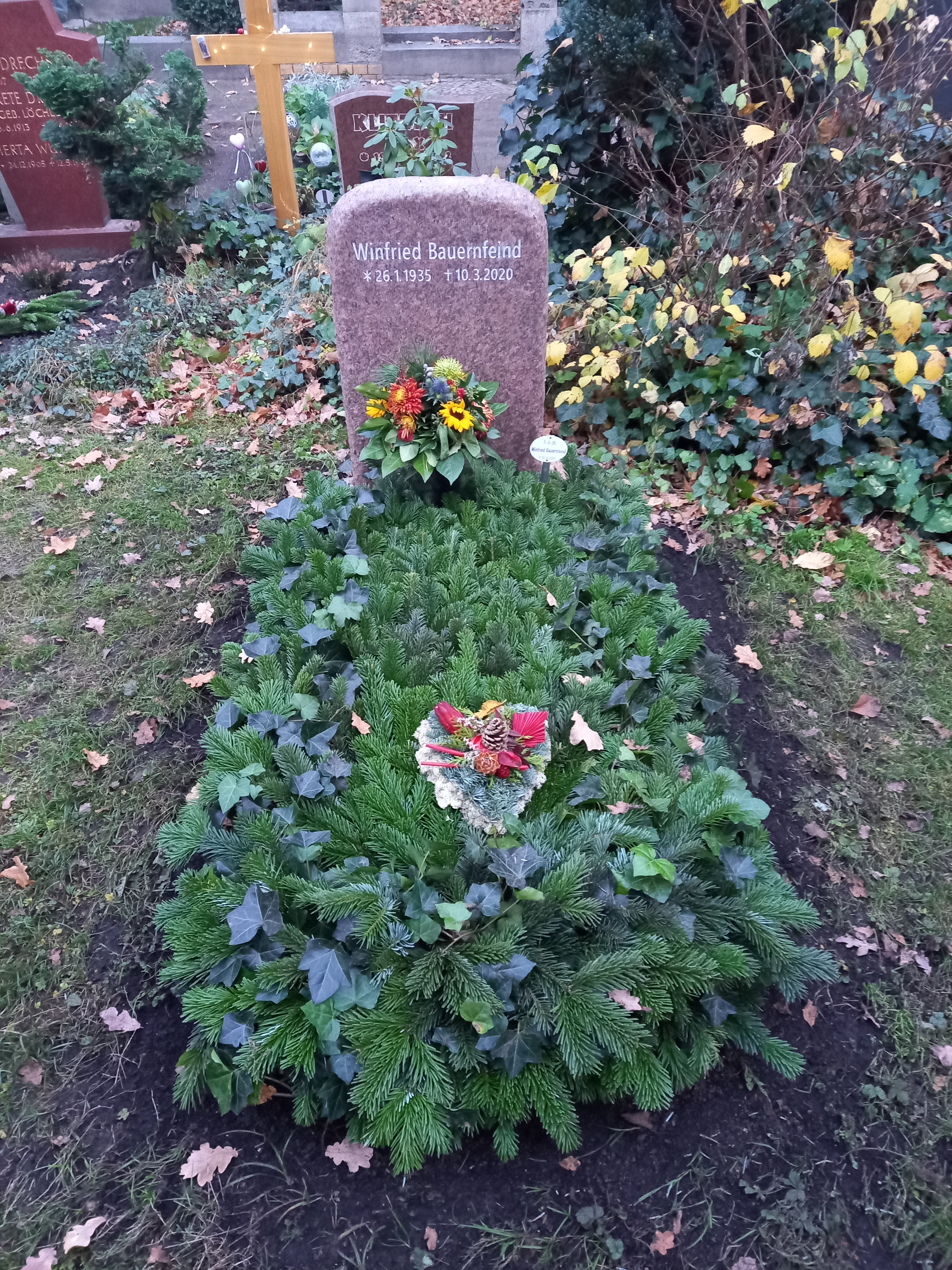
Das Grab von Winfried Bauernfeind auf dem Evangelischen Kirchhof Alt-Schöneberg in Berlin

Winfried Bauernfeind (* 26. Januar 1935 in Bielefeld; † 10. März 2020 in Berlin) war ein deutscher Opernregisseur.
Bauernfeind war an der Deutschen Oper Berlin zunächst als Abendspielleiter und als Regieassistent von Gustav Rudolf Sellner tätig. Er blieb dem Haus zeit seiner Karriere, die ihn an zahlreiche andere Bühnen Europas führte, stets treu.
Unter seinen Inszenierungen waren sowohl Werke des Standard-Repertoires (und Spielopern von Albert Lortzing und Otto Nicolai) sowie Uraufführungen von Wilhelm Dieter Siebert (Der Untergang der Titanic).
Bauernfeind machte sich auch als Operettenregisseur einen Namen und gastierte u. a. im österreichischen Mörbisch. Besondere Popularität erzielte er mit seinen Inszenierungen in Japan.
Winfried Bauernfeind fand seine letzte Ruhestätte auf dem Alten Kirchhof Schöneberg, 10827 Berlin, Hauptstraße 47.